# De guitige gast
De guitige gast is een stripverhaal uit de reeks van Suske en Wiske. Het wordt geschreven door Peter Van Gucht en getekend door Walter Van Gasse. Het verhaal werd speciaal geschreven voor de Koninklijke Horeca Nederland (KHN) en verscheen in albumvorm op 14 mei 2004.

## Locaties
Dit verhaal speelt zich af op de volgende locaties:
- Nederland, Tilburg, kermis, hotel, aarde, ruimte, Eindhoven, A2, Amsterdam, Leidseplein, de Dam, Vrijthof, Scheveningen, restaurant, Rotterdam, discotheek, herberg, krot, terras.

## Personages
In dit verhaal komen de volgende personages voor:
- Suske, Wiske, tante Sidonia, Lambik, Jerom, Jim en andere astronaut, Culana en Culina en een ei, frietboer, receptionist, serveerster, ober, mensen op terras, politieagent, dame op leeftijd, hotelmanager, liftboy, klanten van discotheek, eigenaar van discotheek, Joop (barman), Ruud (chef-kok), kok en ander keukenpersoneel.

## Het verhaal
De vrienden zijn op de grootste kermis van Nederland en Jerom wint met zijn kracht een blauwe teddybeer. Tante Sidonia lijkt dik in de lachspiegel en Suske en Wiske rijden in de botsauto's. Een week daarvoor hebben de aliens Culana en Culina een ei naar de aarde gestuurd in een capsule, omdat ze problemen met hun ruimteschip hadden. Het ei is over Eindhoven gevlogen en de capsule is op aarde geopend. Als Suske en Wiske friet halen, blijkt al het deeg voor wafels opgegeten te zijn. Ook de slagroom en bloemsuiker is verdwenen. Suske ziet een blauw dier, maar Wiske gelooft hem niet en zegt dat blauwe katten niet bestaan. De vrienden overnachten in een hotel en de volgende dag blijkt het ontbijt op mysterieuze wijze verdwenen te zijn. Suske ziet opnieuw het blauwe dier, maar opnieuw gelooft Wiske hem niet. Er wordt een nieuw ontbijt geserveerd in het hotel en de vrienden reizen door naar Amsterdam.
Lambik leest in de krant dat de Nederlandse horeca geteisterd wordt door mysterieuze verdwijningen van voedsel, maar de vrienden geloven het verhaal van Suske niet. Hij gaat alleen op stap in Amsterdam en hoort dat ook daar voedsel verdwijnt. Suske ziet opnieuw het blauwe dier en zet de achtervolging in. Hij belt Wiske met zijn mobiele telefoon, maar de batterij is snel leeg. De vrienden haasten zich naar het Leidseplein om Suske te helpen. Suske volgt het blauwe dier naar de Dam, maar tijdens de beklimming van een regenpijp valt zijn mobiele telefoon stuk. De dakgoot breekt en Suske valt in een gracht. De vrienden vragen een agent om hulp, maar deze man gelooft het verhaal over een blauw beestje niet. Een dame op leeftijd heeft wel een blauwe kat gezien en de vrienden zoeken verder. Ze vinden de kapotte GSM van Suske, maar van Suske zelf is geen enkel spoor te bekennen.
Ook in het hotel is Suske niet gezien en Wiske wordt erg ongerust. Lambik bedenkt dat het blauwe beest het best gezocht kan worden op plekken waar lekker eten te vinden is. De vrienden verspreiden zich de volgende dag over de bekendste toeristische plekken van Nederland en zoeken een baan. Lambik werkt als ober in het Vrijthof en drinkt zelf van de wijn. Wiske werkt als schoonmaakster in een hotel aan het Scheveningse strand en ontmoet de liftboy. Tante Sidonia werkt aan het Eindhovenplein in een oosters restaurant en Jerom werkt in de House of Beat in Rotterdam als portier. De gasten verlaten de discotheek als alle drank verdwenen blijkt te zijn. Jerom ziet het blauwe dier en vangt hem met een wasteil. Het dier blijkt erg sterk en ontsnapt via de riolering. Jerom waarschuwt zijn vrienden en zij bellen naar De paarse sinaasappel, in de horecagids staat een artikel over dit restaurant. Het verhaal van de vrienden wordt niet gelooft en de vrienden rijden naar het restaurant.
Lambik wordt door het keukenpersoneel gezien en zij nemen hem mee naar de keuken. De vrienden zien het blauwe dier en Jerom bewaakt de uitgang. Wiske blijft in de auto wachten, terwijl tante Sidonia naar binnen gaat. Het personeel wil de politie bellen, maar dan verschijnt het blauwe dier en eet een eend op. Het dier grijpt een taart en kan ontsnappen. Wiske zet met de auto de achtervolging in en vindt Suske bewusteloos op een bed in een krot. Lambik gaat naar een herberg en drinkt veel. Ze slaat het dier neer met een metalen pijp, maar hoort dat het dier Suske heeft gered uit het water. Suske vertelt dat het dier waarschijnlijk buitenaards is, maar heeft veel pijn. Wiske ontdekt een ontstoken wond en wil Suske naar het ziekenhuis brengen, maar hij sterft voor aankomst. Een ruimteschip landt en het blauwe dier wordt opgehaald door de twee ruimtewezens. Een van de wezens richt een apparaat op Suske, waarna hij weer leeft. Het ruimteschip vertrekt met het blauwe diertje en de vrienden bespreken het avontuur op een gezellig terras. Tante Sidonia vertelt dat Lambik een kroegentocht heeft gehouden en nu last heeft van een kater.